# Gallerucida gloriosa
Gallerucida gloriosa es una especie de insecto coleóptero de la familia Chrysomelidae.
Fue descrita científicamente en 1861 por Baly.